# Saint-Léger (Savoie)
Pour les articles homonymes, voir Saint-Léger.
Saint-Léger est une commune française située dans le département de la Savoie, en région Auvergne-Rhône-Alpes.

## Géographie
La commune est située entre Saint-Rémy-de-Maurienne et Saint-Pierre-de-Belleville, en face de  La Chapelle.

## Urbanisme

### Typologie
Au 1er janvier 2024, Saint-Léger est catégorisée commune rurale à habitat dispersé, selon la nouvelle grille communale de densité à sept niveaux définie par l'Insee en 2022.
Elle est située hors unité urbaine. Par ailleurs la commune fait partie de l'aire d'attraction de Saint-Jean-de-Maurienne, dont elle est une commune de la couronne,. Cette aire, qui regroupe 26 communes, est catégorisée dans les aires de moins de 50 000 habitants,.

### Occupation des sols
L'occupation des sols de la commune, telle qu'elle ressort de la base de données européenne d’occupation biophysique des sols Corine Land Cover (CLC), est marquée par l'importance des forêts et milieux semi-naturels (84,9 % en 2018), en diminution par rapport à 1990 (92,6 %). La répartition détaillée en 2018 est la suivante : 
forêts (79,6 %), zones agricoles hétérogènes (10,3 %), zones industrielles ou commerciales et réseaux de communication (4,8 %), milieux à végétation arbustive et/ou herbacée (3,3 %), espaces ouverts, sans ou avec peu de végétation (2 %).
L'IGN met par ailleurs à disposition un outil en ligne permettant de comparer l’évolution dans le temps de l’occupation des sols de la commune (ou de territoires à des échelles différentes). Plusieurs époques sont accessibles sous forme de cartes ou photos aériennes : la carte de Cassini (XVIIIe siècle), la carte d'état-major (1820-1866) et la période actuelle (1950 à aujourd'hui).

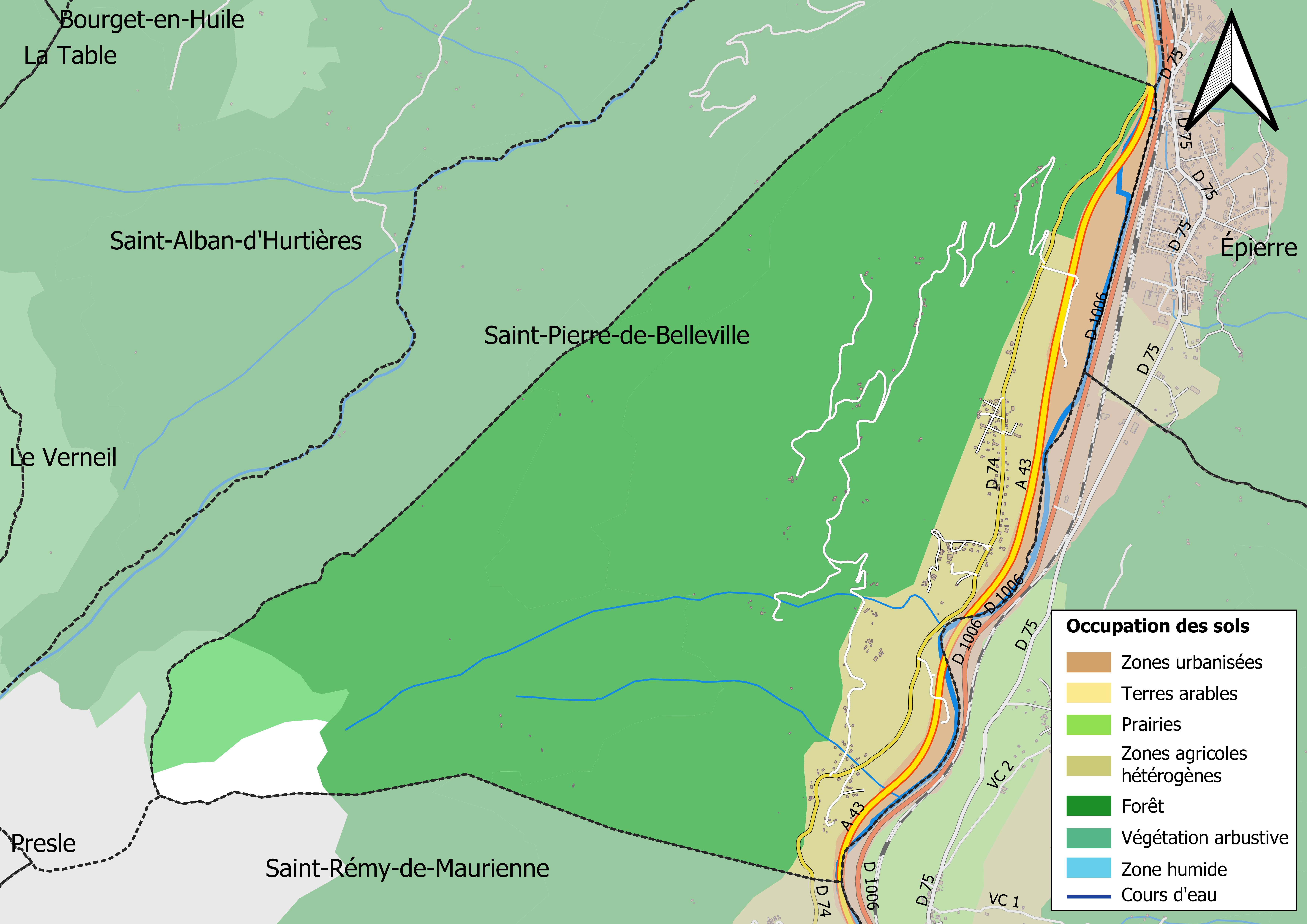
Carte des infrastructures et de l'occupation des sols en 2018 (CLC) de la commune.
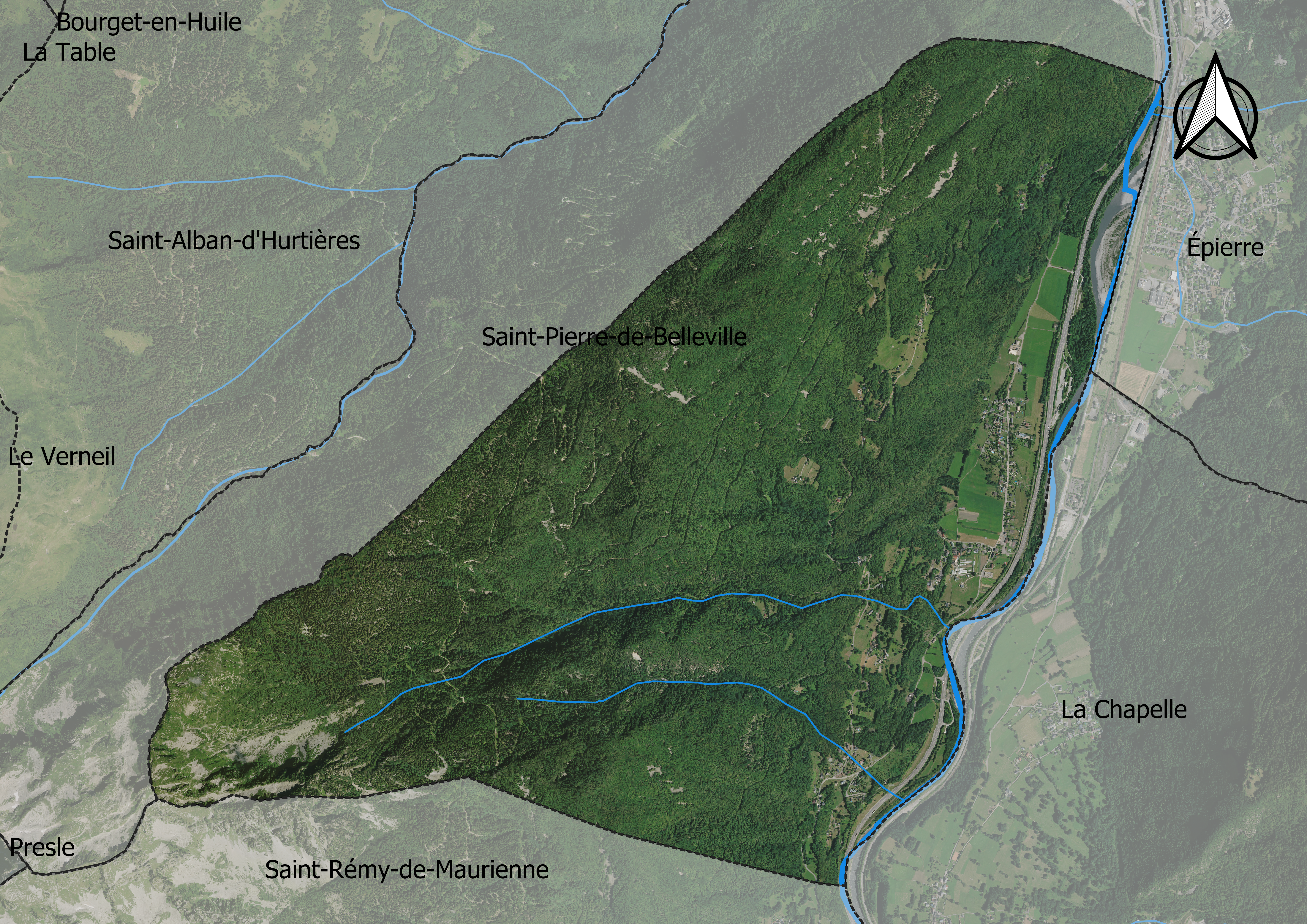
Carte orthophotogrammétrique de la commune.

## Toponymie
En francoprovençal, le nom de la commune s'écrit Sin Lazé, selon la graphie de Conflans.

## Politique et administration
| Période                                  | Période      | Identité             | Étiquette | Qualité |
| ---------------------------------------- | ------------ | -------------------- | --------- | ------- |
| avant 1988                               | ?            | Henri Bouzeran       | PCF       |         |
| mars 2001                                | mars 2008    | Alain Deschildre     |           |         |
| mars 2008                                | mars 2014    | Patrice Oliot        |           |         |
| mars 2014                                | juillet 2020 | Jean-Gabriel Bodelet |           |         |
| juillet 2020                             | En cours     | Mickaël Cohin        |           |         |
| Les données manquantes sont à compléter. |              |                      |           |         |

## Démographie
L'évolution du nombre d'habitants est connue à travers les recensements de la population effectués dans la commune depuis 1793. Pour les communes de moins de 10 000 habitants, une enquête de recensement portant sur toute la population est réalisée tous les cinq ans, les populations de référence des années intermédiaires étant quant à elles estimées par interpolation ou extrapolation. Pour la commune, le premier recensement exhaustif entrant dans le cadre du nouveau dispositif a été réalisé en 2005.

En 2022, la commune comptait 256 habitants, en évolution de +13,78 % par rapport à 2016 (Savoie : +3,63 %, France hors Mayotte : +2,11 %).
| 1793 | 1800 | 1806 | 1822 | 1838 | 1848 | 1858 | 1861 | 1866 |
| ---- | ---- | ---- | ---- | ---- | ---- | ---- | ---- | ---- |
| 336  | 364  | 336  | 388  | 469  | 535  | 550  | 540  | 499  |

| 1872 | 1876 | 1881 | 1886 | 1891 | 1896 | 1901 | 1906 | 1911 |
| ---- | ---- | ---- | ---- | ---- | ---- | ---- | ---- | ---- |
| 492  | 502  | 469  | 478  | 486  | 486  | 467  | 466  | 462  |

| 1921 | 1926 | 1931 | 1936 | 1946 | 1954 | 1962 | 1968 | 1975 |
| ---- | ---- | ---- | ---- | ---- | ---- | ---- | ---- | ---- |
| 407  | 361  | 340  | 340  | 328  | 274  | 247  | 227  | 211  |

| 1982 | 1990 | 1999 | 2005 | 2006 | 2010 | 2015 | 2020 | 2022 |
| ---- | ---- | ---- | ---- | ---- | ---- | ---- | ---- | ---- |
| 169  | 163  | 224  | 220  | 218  | 235  | 231  | 247  | 256  |

## Culture locale et patrimoine

### Héraldique
| Blason de Saint-Léger | Blason  | D'argent au paysage au trait de sable, composé d'une montagne, d'une tour et de quatre sapins, posés sur une champagne de gueules chargée d'une croix d'argent. |
| Blason de Saint-Léger | Détails | Le statut officiel du blason reste à déterminer. |